# Neotamias
Genre
Neotamias, les « Tamias du Nouveau Monde », sont un genre de tamias, des rongeurs appartenant à la famille des Sciuridae. Il comprend 23 espèces, présentes principalement dans l’ouest de l’Amérique du Nord. Avec les Eutamias, ce genre est souvent considéré comme un sous-genre de Tamias,,,,.

## Liste des espèces
| Nom commun, nom binominal et auteur                             | Image | Répartition géographique                                                |
| --------------------------------------------------------------- | ----- | ----------------------------------------------------------------------- |
| Neotamias minimus Tamia mineur (Bachman, 1839)                  |       | Amérique du Nord : des Rocheuses aux Grandes Plaines et au Canada       |
| Neotamias alpinus Tamia alpin (Merriam, 1893)                   |       | Sierra Nevada, Californie, USA                                          |
| Neotamias amoenus Tamia amène (Allen, 1890)                     |       | Nord-ouest des États-Unis et sud-ouest du Canada                        |
| Neotamias canipes Gray-footed Chipmunk (Bailey, 1902)           |       | Sud-est du Nouveau-Mexique et ouest du Texas, USA                       |
| Neotamias cinereicollis Tamia à cou gris (Allen, 1890)          |       | Centre et est de l'Arizona, centre et sud-ouest du Nouveau-Mexique, USA |
| Neotamias dorsalis Tamia des hauteurs (Baird, 1855)             |       | Sud-ouest des États-Unis et nord du Mexique                             |
| Neotamias merriami Tamia de Merriam (Allen, 1889)               |       | Centre et sud de la Californie, USA                                     |
| Neotamias obscurus Californian chipmunk (Allen, 1890)           |       | Sud de la Californie, USA, et nord de la Basse-Californie, Mexique      |
| Neotamias palmeri Tamia de Palmer (Merriam, 1897)               |       | Nevada, USA                                                             |
| Neotamias panamintinus Tamia de Panamint (Merriam, 1893)        |       | Californie et Nevada, USA                                               |
| Neotamias quadrimaculatus Tamia à longues oreilles (Gray, 1867) |       | Californie, USA                                                         |
| Neotamias quadrivittatus Tamia du colorado (Bailey, 1913)       |       | Colorado, USA                                                           |
| Neotamias ruficaudus Tamia à queue rousse (Allen, 1890)         |       | Nord-ouest des États-Unis et sud-ouest du Canada                        |
| Neotamias rufus Hopi Chipmunk (Bailey, 1902)                    |       | Arizona, USA                                                            |
| Neotamias senex Allen's Chipmunk (Allen, 1890)                  |       | Californie, USA                                                         |
| Neotamias siskiyou Siskiyou Chipmunk (Merriam, 1897)            |       | Oregon et Californie, USA                                               |
| Neotamias sonomae Tamia de Sonoma (Grinnell, 1915)              |       | Californie, USA                                                         |
| Neotamias speciosus Tamia charmant (Merriam, 1890)              |       | Californie, USA                                                         |
| Neotamias townsendii Tamia de Townsend (Bachman, 1839)          |       | Nord-ouest des États-Unis et sud-ouest du Canada                        |
| Neotamias umbrinus Tamia ombré (Allen, 1890)                    |       | Montagnes Rocheuses, USA                                                |

Trois sous-espèces ont récemment été reconnues comme espèces distinctes par certaines autorités :
- le « Crater chipmunk », Neotamias cratericus, séparé de N. amoenus[7] ;
- le « Coulee chipmunk », Neotamias grisescens, séparé de N. minimus[7] ;
- le « Sierra del Carmen chipmunk », Neotamias solivagus, séparé de N. durangae[8].